# Korbács

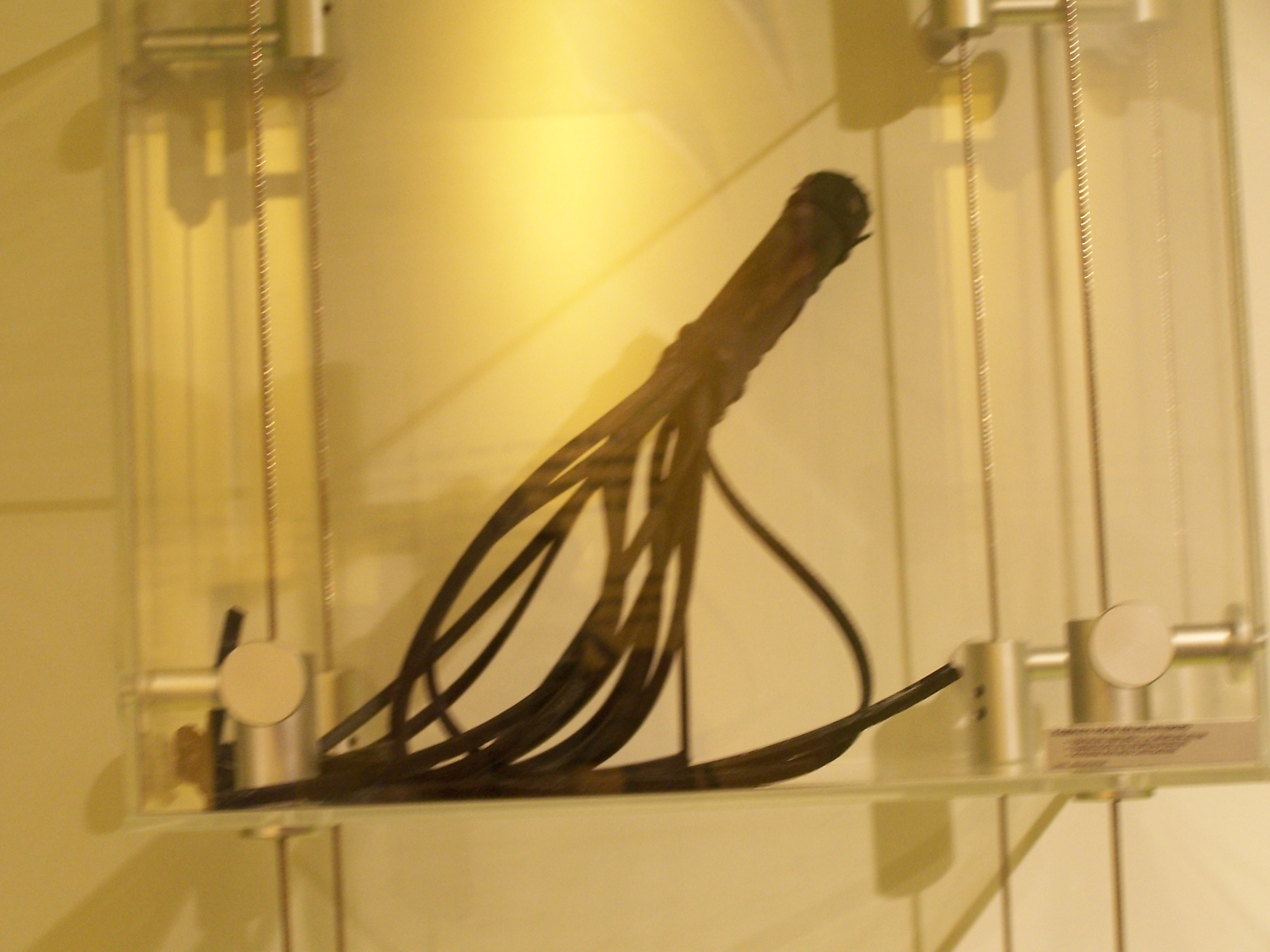
Egy középkori korbács másolata

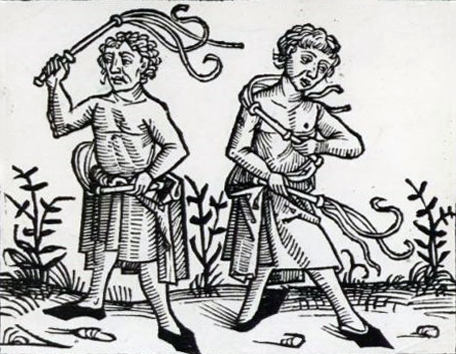
Önsanyargatók

A korbács az ostor egy fajtája, melynek több ága van. Súlyos testi fenyítésre vagy önsanyargatásra használják. A „korbács” szó a török „kırbaç” szóból ered.
A tipikus korbácsnak (latinul: flagrum) több ága van, melyek a nyélhez vannak szorítva. A korbácsnak több fajtája létezik, pl. a kilencfarkú macska, mely kötélből készült és az engedetlen matrózok büntetésére használták; az orosz knut, mely bőrből készült és csomókat is tartalmazott; a római flagrum, állítólag ilyennel büntették meg Jézust. Ez utóbbi ólommal borított hegyeket is tartalmazott az ágak végén, így azok szaggatták az ember testét ütés közben. A flagellánsok Jézus kínjait utánozva korbácsot használták önsanyargatásra. Többek között Árpád-házi Szent Erzsébet is az önsanyargatás egy neves híve volt.